# 16.ª etapa do Giro d'Italia de 2017
A 16ª etapa do Giro d'Italia de 2017 teve lugar em 23 de maio de 2017 entre Rovetta e Bormio sobre um percurso de 222 km.

## Classificação da etapa
A classificação da etapa foi a seguinte:
| \| Classificação por etapas \| Classificação por etapas \| Classificação por etapas \| Classificação por etapas \| Classificação por etapas \| \| Ciclista \| Ciclista \| Equipe \| Tempo \| \| \| ------------------------ \| ------------------------ \| ------------------------ \| ------------------------ \| ------------------------ \| \| 1. \| Vincenzo Nibali \| Bahrain-Merida \| 6h24m22s \| \| \| 2. \| Mikel Landa \| Team Sky \| + 0s \| \| \| 3. \| Nairo Quintana \| Movistar Team \| + 12s \| \| \| 4. \| Domenico Pozzovivo \| AG2R La Mondiale \| + 24s \| \| \| 5. \| Ilnur Zakarin \| Katusha-Alpecin \| + 34s \| \| \| 6. \| Davide Formolo \| Cannondale-Drapac \| + 1m26s \| \| \| 7. \| Bauke Mollema \| Trek-Segafredo \| + 1m35s \| \| \| 8. \| Bob Jungels \| Quick-Step Floors \| + 1m35s \| \| \| 9. \| Adam Yates \| Orica-Scott \| + 1m35s \| \| \| 10. \| Thibaut Pinot \| FDJ \| + 1m35s \| \| |                    |                   |          |
| |                    |                   |          |
| Fonte: ProCyclingStats |                    |                   |          |
| Classificação por etapas |                    |                   |          |
| Ciclista | Ciclista           | Equipe            | Tempo    |
| 1. | Vincenzo Nibali    | Bahrain-Merida    | 6h24m22s |
| 2. | Mikel Landa        | Team Sky          | + 0s     |
| 3. | Nairo Quintana     | Movistar Team     | + 12s    |
| 4. | Domenico Pozzovivo | AG2R La Mondiale  | + 24s    |
| 5. | Ilnur Zakarin      | Katusha-Alpecin   | + 34s    |
| 6. | Davide Formolo     | Cannondale-Drapac | + 1m26s  |
| 7. | Bauke Mollema      | Trek-Segafredo    | + 1m35s  |
| 8. | Bob Jungels        | Quick-Step Floors | + 1m35s  |
| 9. | Adam Yates         | Orica-Scott       | + 1m35s  |
| 10. | Thibaut Pinot      | FDJ               | + 1m35s  |

## Classificações ao final da etapa
A classificação geral depois de finalizar a etapa foi a seguinte:

### Classificação geral
| \| Classificação geral \| Classificação geral \| Classificação geral \| Classificação geral \| Classificação geral \| \| Ciclista \| Ciclista \| Equipe \| Tempo \| \| \| ------------------- \| ------------------- \| ------------------- \| ------------------- \| ------------------- \| \| 1. \| Tom Dumoulin \| Team Sunweb \| 70h14m48s \| \| \| 2. \| Nairo Quintana \| Movistar Team \| + 31s \| \| \| 3. \| Vincenzo Nibali \| Bahrain-Merida \| + 1m12s \| \| \| 4. \| Thibaut Pinot \| FDJ \| + 2m38s \| \| \| 5. \| Ilnur Zakarin \| Katusha-Alpecin \| + 2m40s \| \| \| 6. \| Domenico Pozzovivo \| AG2R La Mondiale \| + 3m05s \| \| \| 7. \| Bauke Mollema \| Trek-Segafredo \| + 3m49s \| \| \| 8. \| Bob Jungels \| Quick-Step Floors \| + 4m35s \| \| \| 9. \| Steven Kruijswijk \| LottoNL-Jumbo \| + 6m20s \| \| \| 10. \| Adam Yates \| Orica-Scott \| + 7m00s \| \| |                    |                   |           |
| |                    |                   |           |
| Fonte: ProCyclingStats |                    |                   |           |
| Classificação geral |                    |                   |           |
| Ciclista | Ciclista           | Equipe            | Tempo     |
| 1. | Tom Dumoulin       | Team Sunweb       | 70h14m48s |
| 2. | Nairo Quintana     | Movistar Team     | + 31s     |
| 3. | Vincenzo Nibali    | Bahrain-Merida    | + 1m12s   |
| 4. | Thibaut Pinot      | FDJ               | + 2m38s   |
| 5. | Ilnur Zakarin      | Katusha-Alpecin   | + 2m40s   |
| 6. | Domenico Pozzovivo | AG2R La Mondiale  | + 3m05s   |
| 7. | Bauke Mollema      | Trek-Segafredo    | + 3m49s   |
| 8. | Bob Jungels        | Quick-Step Floors | + 4m35s   |
| 9. | Steven Kruijswijk  | LottoNL-Jumbo     | + 6m20s   |
| 10. | Adam Yates         | Orica-Scott       | + 7m00s   |

### Classificação por pontos
| Classificação por pontos | Classificação por pontos | Classificação por pontos      | Classificação por pontos | Classificação por pontos |
| Ciclista                 | Ciclista                 | Equipe                        | Pontos                   |                          |
| ------------------------ | ------------------------ | ----------------------------- | ------------------------ | ------------------------ |
| 1.                       | Fernando Gaviria         | Quick-Step Floors             | 325 pts                  |                          |
| 2.                       | Jasper Stuyven           | Trek-Segafredo                | 192 pts                  |                          |
| 3.                       | Sam Bennett              | Bora-Hansgrohe                | 117 pts                  |                          |
| 4.                       | Lukas Pöstlberger        | Bora-Hansgrohe                | 98 pts                   |                          |
| 5.                       | Daniel Teklehaimanot     | Dimension Data                | 86 pts                   |                          |
| 6.                       | Kristian Sbaragli        | Dimension Data                | 76 pts                   |                          |
| 7.                       | Eugert Zhupa             | Wilier Triestina-Selle Italia | 70 pts                   |                          |
| 8.                       | Roberto Ferrari          | UAE Team Emirates             | 70 pts                   |                          |
| 9.                       | Silvan Dillier           | BMC Racing Team               | 68 pts                   |                          |
| 10.                      | Pavel Brutt              | Gazprom-RusVelo               | 66 pts                   |                          |

### Classificações por equipas

#### Classificação por tempo
| Classificação por equipes | Classificação por equipes | Classificação por equipes | Classificação por equipes |
| Equipe                    | Equipe                    | Tempo                     |                           |
| ------------------------- | ------------------------- | ------------------------- | ------------------------- |
| 1.                        | Movistar Team             | 211h13m12s                |                           |
| 2.                        | Bahrain-Merida            | + 36m20s                  |                           |
| 3.                        | UAE Team Emirates         | + 39m37s                  |                           |
| 4.                        | AG2R La Mondiale          | + 39m39s                  |                           |
| 5.                        | FDJ                       | + 48m14s                  |                           |
| 6.                        | Astana                    | + 54m39s                  |                           |
| 7.                        | Cannondale-Drapac         | + 56m56s                  |                           |
| 8.                        | Team Sunweb               | + 1h08m57s                |                           |
| 9.                        | Trek-Segafredo            | + 1h19m39s                |                           |
| 10.                       | BMC Racing Team           | + 1h27m03s                |                           |

#### Classificação por pontos
| Classificação por equipes | Classificação por equipes | Classificação por equipes | Classificação por equipes |
| Equipe                    | Equipe                    | Pontos                    |                           |
| ------------------------- | ------------------------- | ------------------------- | ------------------------- |
| 1.                        | Quick-Step Floors         | 457 pts                   |                           |
| 2.                        | Bora-Hansgrohe            | 289 pts                   |                           |
| 3.                        | UAE Team Emirates         | 271 pts                   |                           |
| 4.                        | Dimension Data            | 260 pts                   |                           |
| 5.                        | Trek-Segafredo            | 251 pts                   |                           |
| 6.                        | Team Sunweb               | 228 pts                   |                           |
| 7.                        | Movistar Team             | 223 pts                   |                           |
| 8.                        | Bahrain-Merida            | 198 pts                   |                           |
| 9.                        | Orica-Scott               | 188 pts                   |                           |
| 10.                       | Sky                       | 186 pts                   |                           |